# Joma
Joma é uma fornecedora de material esportivo espanhola.

## História
A Joma iniciou suas atividades em 1965 com 8 empregados.
Em 1968 se constitui a empresa Joma Sport S.A. com sua nova fábrica de 500 metros quadrados, aumenta para 20 empregados e se instala a montagem manual. As novas linhas estão inspiradas para o desenho e esporte.
Em 1980 é inaugurada a segunda fábrica com 2.000 metros quadrados com 70 empregados, Joma participa pela primeira vez da Feira ISPO em Munique na Alemanha.
Em 1987 a Joma desenvolve o novo sistema de amortecimento CPC (Control Press Chamber). A Joma desenvolve uma linha esportiva de futebol utilizando essa nova tecnologia.
Em 1988 inaugura sua terceira fábrica com 65.000 metros quadrados com 3 linhas de montagem totalmente automatizadas com mais de 300 empregados. Inicia contratos com os jogadores Martín Vázquez (Real Madrid) e Francisco (Sevilla FC).
Em 1989 inicia patrocínio com Emilio Butragueño, jogador do Real Madrid, Miguel Soler e Txiqui Beriguistáin do Barcelona.
Celebra seus 25 anos. Joma inaugura sua primeira filial na Alemanha, Joma Sportschuhe Vertriebs Gmbh. Inicia contrato com José Luis González, recordista mundial de 1.500 metros. Alfonso Pérez do Real Madrid é patrocinado por Joma. A revista especializada Compra Maestra reconhece o modelo 512 da Joma como o mais competitivo do mercado. O têxtil continua sua expansão. Joma patrocina a equipe de Bayer Uerdingen FC e se amplia a linha de têxtil.
Em 1992 se torna a marca espanhola Líder de vendas em futebol. Fermín Cacho consegue a medalha de ouro nos 1.500 metros nos Jogos Olímpicos de Barcelona. Nos mesmos jogos, Alfonso consegui o ouro olímpico com a seleção espanhola de futebol.
Em 1996 inaugura a filial Joma México S.A., na cidade de Celaya. Patrocínio das equipes mexicanas de Celaya CF, Puebla FC e Tampico.
Em 1997 Joma se torna a marca líder em futebol de salão, graças aos seus pioneiros produtos para indoor, no qual foram desenvolvidos segundo as indicações de jogadores e treinadores líderes.
Joma desenvolve seu departamento próprio de I+D com colaboração de ASIDCAT (Asociación de Investigación y Desarrollo del Calzado y Afines de Toledo) e o Instituto de Biomecânica de Valencia.
Em 1998 Joma revoluciona o mundo do futebol, introduzindo cores, O exito é total e segue a tendência de cores no futebol. Joma lança a campanha de "cores no futebol".
Alfonso Pérez utiliza chuteiras brancas, e Fernando Morientes é reconhecido pelas suas chuteiras vermelhas.
Em 1999 Joma inaugura uma nova filial, esta vez nos EUA, Joma USA INC, localizada em San Diego na Califórnia.
Em 2000, a Joma amplia suas instalações com sede central em Portillo de Toledo, com 70.000 metros quadrados e 200 empregados diretos e 800 indiretos.
Fecha contrato de patrocínio com Sevilla FC, e seleções nacionais de Honduras e Costa Rica.
Jogadores como Francisco Pavón, Iván Helguera e Javier Portillo, todos esses jogadores do Real Madrid, utilizam Joma. Joma cria uma nova filial na China com nome de Joma HK Corp, Ltd.
Em 2001 firma contrato com RC Deportivo de La Coruña no futebol e El Pozo Murcia equipe líder e histórico de futebol de salão espanhol.
Em 2002 Joma inaugura sua filial em Turim na Itália, com nome de Joma Itália S.R.L. 
A seleção nacional da Costa Rica patrocinada pela Joma participa da Copa do Mundo da Japão e Coreia. O RC Deportivo de La Coruña conquista o título de campeão da Copa do Rei frente ao Real Madrid, no Santiago Bernabeu dia que celebra o centenário da equipe madrista. Fecha contrato com equipe ciclista profissional ONCE.
Em 2003 Joma inaugura novas filiais Joma UK em Leamington Spa e Joma Latino América no Panamá. A equipe inglesa Charlton Athletic firma contrato com a Joma.
Em 2004, Juan Carlos de La Ossa se torna campeão da Espanha. Joma abre uma nova filial no Brasil, Joma Brasil Artigos Esportivos. Presença da Joma em primeira divisão dos Emirados Árabes com as equipes Al-Ain, Al-Jazira, Al-Khaleej e Al-Wasl.
Em 2005 Joma participa pela primeira vez da Feira de Esporte da China como expositor. 
Patrocínio das equipes inglesas Cardiff City e Derby County para a temporada de 2005/2006, e os jogadores Rory Delap do Southampton e Naybet do Tottenham. Juan Carlos de la Ossa bate duas vezes o record da Espanha de 10 quilômetros com tempo de 27 minutos e 55 segundos. No mesmo ano se torna campeão da Espanha pela segunda vez.
Em 2006 o Sevilla FC, equipe patrocinada pela Joma, consegue sua primeira Copa da UEFA, e a Supercopa da Europa. O clube será reconhecido como a melhor equipe do mundo em 2006 segundo a FIFA. Juan Carlos de la Ossa se torna campeão da Espanha pela terceira vez consecutiva e medalha de bronze em campeonato da Europa em 2006 celebrado em Gotemburgo. Joma patrocina Ricardinho que joga no Mundial de Futebol com a seleção do Brasil. Joma incrementa a duração de seu contrato com Charlton Athletic por quatro temporadas.
Em 2007 Joma Sport ingressa no Foro das Marcas Renomadas Espanholas com uma das 70 marcas da Espanha com maior expansão internacional e como líder em seu setor. O Sevilla F.C. consegue pelo segundo ano consecutivo a Copa da UEFA, a Supercopa da Espanha e a Copa do Rei frente ao Getafe C.F. também patrocinado por Joma. O Sevilla F.C. é nomeado pela FIFA a melhor equipe do mundo de 2007. Kanouté do Sevilla F.C. firma seu contato de Sponsor com a Joma. A Joma patrocina mais de 40 equipes profissionais e mais de 500 jogadores em todo o mundo.
Em 2008 De La Ossa se converte o único atleta que consegui o título de campeão da Espanha de cross pela quinta vez de forma consecutiva. Joma fecha patrocínio com o tenista Feliciano López. Joma fecha contrato de patrocínio com equipe Independiente de Medelin da Colombia e CSD Municipal da Guatemala. Neste mesmo ano, a Joma assina contrato com a União Desportiva Oliveirense, equipa campeã da II Divisão de Portugal, para o fornecimento a todos os escalões de futebol do clube.

## Fornecimento e patrocínio

### Futebol

#### Seleções
- Cuba
- Honduras
- Maldivas
- Martinica
- Maurícia
- Mongólia
- Nicarágua
- Quirguistão
- Romênia
- Trinidad e Tobago
- Turcomenistão

#### Clubes
Albânia
- Partizani Tirana

Alemanha
- 1860 München
- Hoffenheim

África do Sul
- Free State Stars

Argélia
- ES Sétif
- JS Saoura
- NA Hussein Dey

Argentina
- Gimnasia y Esgrima La Plata (2025)

Armênia
- Ararat Erevan
- Ararat-Armenia
- Pyunik

Azerbaijão
- Qəbələ

Bélgica
- Anderlecht
- Roeselare
- RWD Molenbeek

Bielorrússia
- Belshyna Babruisk
- Dinamo Brest
- Isloch Minsk Raion
- Slavia-Mozyr
- FC Smolevichi
- Arsenal Dzerzhinsk
- Lokomotiv Gomel
- NFK Minsk

Bósnia e Herzegovina
- Velež Mostar

Brasil
- Portuguesa [2]
- SKA Brasil
- Vitória-ES [3]

Bulgária
- Dunav
- Etar
- Lokomotiv Sofia
- Slavia Sofia

Chile
- O'Higgins

Chipre
- Omonia Aradippou

Coreia do Sul
- FC Anyang

Costa Rica
- ADR Jicaral

Croácia
- Inter Zaprešić
- Rijeka

Dinamarca
- Næstved IF

Equador
- Deportivo Cuenca

Escócia
- Dumbarton
- Dunfermline
- East Fife
- Partick Thistle
- Raith Rovers
- Saint Mirren

Eslovênia
- Domžale
- Radomlje
- Rudar

Espanha
- Atlético Baleares
- Eibar
- Getafe
- Leganés
- Lleida
- Peña Deportiva
- Toledo
- Villarreal

Estônia
- Tulevik

França
- FC Lorient

Gibraltar
- Manchester 62

Grécia
- Xanthi

Honduras
- Marathón
- Motagua

Ilhas Faroe
- TB Tvøroyri

Inglaterra
- Brentford
- Exeter City
- Norwich City

Irlanda
- Finn Harps
- Sligo Rovers
- Cobh Ramblers

Irlanda do Norte
- Ards

Itália
- Hellas Verona

Lituânia
- Sūduva
- Stumbras

Malta
- Balzan
- Floriana
- Hibernians

Marrocos
- AS FAR
- MCO

México
- Cruz Azul

Nicarágua
- Diriangén
- UNAN Managua

Nigéria
- Enyimba FC

Noruega
- Raufoss IL

País de Gales
- Swansea City

Polônia
- Hutnik
- Radomiak Radom

Porto Rico
- Criollos de Caguas

Portugal
- Anadia
- Beira-Mar
- Olhanense
- Paços de Ferreira
- União de Leiria

Romênia
- Academica Argeș
- Astra Giurgiu
- CFR Cluj
- Chindia
- Concordia Chiajna
- Dacia
- ACS Energeticianul
- Gaz Metan
- Iași
- Juventus București
- Mioveni
- Petrolul Ploieşti
- ACS Poli Timișoara
- CS Universitatea Craiova FC

Rússia
- Ufa

Suíça
- Kriens

Tajiquistão
- CSKA Pamir Dushanbe
- FK Istaravshan
- Istiklol
- Khatlon
- Khujand
- Kuktosh
- Lokomotiv-Pamir
- Regar-TadAZ

Tailândia
- Port
- Sisaket

Tanzânia
- Young Africans
- Singida United

Taiwan
- Ming Chuan

Tunísia
- Stade Gabèsien
- Stade Tunisien
- ES Métlaoui

Ucrânia
- Karpaty
- Metalist Kharkiv
- Skala Stryi
- Volyn Lutsk
- Zirka

Uruguai
- Cerrito
- Liverpool

Uzbequistão
- Buxoro
- Lokomotiv Tashkent
- Neftchi Farg'ona
- Dinamo Samarqand
- Sogdiana

### Futsal

#### Seleções
- Cuba
- Tchéquia
- Romênia
- Uruguai

#### Clubes
Brasil
- ADU/HypperFreios
- Carlos Barbosa
- JEC/Krona Futsal
- Cruzeiro Futsal

Espanha
- Carnicer Torrejón
- Inter Fútbol Sala
- Jaén Fútbol Sala
- A. Lobelle de Santiago

Itália
- Alter Ego Luparense
- Montesilvano
- BISCEGLIE
- LAZIO NEPI
- SignorPrestito CMB

Japão
- Crotalo Nara

Rússia
- CITYUS

Portugal
- NSCP Pombal
- AD Fundão

## Atletas patrocinados

### Futebol e Futsal
- Martin Knakal
- Petr Knakal
- Marek Smola
- Jan Zakopal
- Martin Vaniak
- Zbyněk Hauzr
- Tomáš Hunal
- Karel Rada
- Petr Pavlík
- Tomáš Janíček
- Roman Dobeš
- Tomáš Dujka
- Luis Amaranto Perea
- Bryan Hughes
- Michael Johnson
- Scott Parker
- Rory Delap
- Darley Fernando Grana
- Noureddine Naybet
- Kikin Fonseca
- Luis Ernesto Michel
- Iñigo Idiakez
- Iván Helguera
- Paco Pavón
- Toni Doblas
- Antonio Lopez
- Portillo
- Nano
- Gabri
- Pablo Ibáñez
- Jesuli
- Antonito
- Luis Helguera
- Jesús Navas
- Antonio López
- Javi Venta
- Luis García
- Diego Rivas
- Dani
- Pablo Redondo
- Emilio José Viqueira
- Juanjo
- Diego Camacho
- Iñaki Descarga
- Javi Guerrero Francisco
- Juan Carlos Valerón
- Jorque
- Daniel Ibañez
- Alvaro
- Cobeta
- Francis
- Frédéric Kanouté

### Tênis
- Feliciano López
- Juan Carlos Ferrero
- Nicolás Almagro
- Beatriz Haddad Maia

### Corredores
- Juan Carlos de la Ossa
- Víctor Eloy Álvarez Bautista
- Diego Fernández Lazaro
- Enrique Menéses Lobo